# 山路治郎兵衛
山路 治郎兵衛（やまじ じろうべえ、生没年不詳）は、紀伊国出身の江戸時代の廻船問屋。諱は勝孝。18世紀半ばから19世紀初頭にかけて、上方の商品を江戸に運び、築地や鉄砲洲で販売して財を成した。
商売を引退した後は孟宗竹の栽培を武蔵国荏原郡戸越村（現・東京都品川区戸越）で勧め、筍飯の普及に尽力した。

## 概要
山路治郎兵衛は、生活は質素倹約を常とし、家訓では農業に精を出すこと、奉公人と同じ食事を取ることを奨励した。商売が一定の成果を上げると隠居して晴耕雨読の日々を送った。1789年（寛政元年）にたまたま所用があって薩摩藩邸を訪ねた際に筍料理を振る舞われたが、その美味なことに驚いた治郎兵衛が筍について尋ねると、孟宗竹との答えが返ってきた。治郎兵衛は藩邸に植えられていた筍を数株分けてもらい、自分の別荘があった平塚村戸越で栽培を始め、近在の農民にも栽培を勧めた。さらに、筍の販売促進や目黒不動の参拝客を目当てに、茶飯屋と協力して筍飯の提供を始め、これが世間に広まって「目黒のサンマ」と並ぶ「目黒のタケノコ」として人気を博すこととなった。

## 顕彰
- 孟宗筍栽培記念碑（東京都品川区小山一丁目5番14号、最寄駅は武蔵小山駅）

治郎兵衛の一周忌にあたる1807年（文化3年）12月、息子の三郎兵衛が別荘の跡地に碑を建立した。碑文には治郎兵衛の辞世の句「櫓も楫も 弥陀にまかせて 雪見哉」が記されている。